# أمل الإسلامية
أمل الإسلامية كانت حركة عسكرية شيعية لبنانية مقرها في بعلبك في سهل البقاع بقيادة حسين الموسوي الذي كان أيضا شخصية بارزة في حزب الله.
بدأت الحركة في يونيو 1982 عندما وافق نبيه بري رئيس حركة أمل على المشاركة في لجنة الخلاص وهي هيئة أنشأها الرئيس اللبناني إلياس سركيس في أعقاب الغزو الإسرائيلي. شملت اللجنة بشير الجميل القائد الماروني للقوات اللبنانية.
اعتبر الموسوي تصرفات بري «خيانة» واتجاه أمل علماني أيضا. ردا على ذلك انشق الموسوي عن أمل وأنشأ فصيله الذي يعتقد المراقبون أنه ينظم أساسا على أساس الأسرة.
دعمت حركة أمل الإسلامية مسؤولون في الحكومة الإيرانية ونسقت مع وحدات من حرس الثورة الإسلامية الإيراني المتمركزة حول بعلبك. ومع ذلك في عام 1986 عندما ضغط المسؤولون الإيرانيون على الموسوي لحل منظمته رفض.
غير أنه وافق على البقاء جزءا من حزب الله وذكر أنه كان عضوا في مجلسه الاستشاري.
تقارير صحفية ربطت بين أمل الإسلامية مثل حزب الله والعنف المناهض للغرب في لبنان. على الرغم من أن خطاب الموسوي كان معاديا للغرب بشدة فإنه حتى أواخر عام 1987 لم يعلن عن أي عنف باسم أمل الإسلامية.